# Ạ
Ạ, ạ – litera rozszerzonego alfabetu łacińskiego, powstała poprzez połączenie litery A z kropką. Wykorzystywana jest w językach: abua, wietnamskim i yakö. W wietnamskim oznacza dźwięk [a˨˩ˀ], tj. samogłoskę otwartą przednią niezaokrągloną wymawianą z tonem nặng (krótkim, lekko opadającym, glottalizowanym).

## Kodowanie
| Znak                   | Ạ                                     | Ạ                                     | ạ                                   | ạ                                   |
| ---------------------- | ------------------------------------- | ------------------------------------- | ----------------------------------- | ----------------------------------- |
| Nazwa w Unikodzie      | Latin capital letter A with dot below | Latin capital letter A with dot below | Latin small letter A with dot below | Latin small letter A with dot below |
| Kodowanie              | dziesiątkowo                          | szesnastkowo                          | dziesiątkowo                        | szesnastkowo                        |
| Unicode                | 7840                                  | U+1EA0                                | 7841                                | U+1EA1                              |
| UTF-8                  | 225 186 160                           | e1 ba a0                              | 225 186 161                         | e1 ba a1                            |
| Odwołania znakowe SGML | &#7840;                               | &#x1EA0;                              | &#7841;                             | &#x1EA1;                            |